# BORDER
《BORDER》是日本小說家金城一紀為原案，從2013年開始展開漫畫、小說與電視劇之跨媒體作品。故事主軸警察石川安吾在頭部中槍後、子彈停留在腦部而倖存，卻獲得了和死者溝通的能力。雖然各作品的主要人物及核心設定接近，但每一媒體作品在故事劇情上各有所異。漫畫版作畫為小手川瑜亞。小說版由古川春秋執筆。
跨媒體製作網站標語為（人死後，會到哪裡去呢）

## 漫畫
由小手川瑜亞負責作畫，於2013年12月号至2015年5月号在《Young Ace》上連載。

### 登場角色
遥南
漫畫版原創角色，就讀於警察大學幹部科，階級是警部補。

### 單行本
單行本由角川書店旗下的Kadokawa Comics A發行，全4卷。
| 卷數 | 發售日期      | ISBN                   |
| ---- | ------------- | ---------------------- |
| 1    | 2014年3月26日 | ISBN 978-4-04-121071-0 |
| 2    | 2014年5月2日  | ISBN 978-4-04-121103-8 |
| 3    | 2014年12月4日 | ISBN 978-4-04-102290-0 |
| 4    | 2015年5月2日  | ISBN 978-4-04-103085-1 |

## 小說
以金城為基礎原案，古川春秋加入原創情節的小說。

## 電視劇
《BORDER 警視廳搜查一課殺人犯搜查第四係》（日語：BORDER 警視庁捜査一課殺人犯捜査第4係）是朝日電視台於2014年每週四晚間21:00 - 21:54播映的電視劇。

2017年10月6日、10月13日，23:15 - 00:15連續兩週播出衍生作《BORDER 衝動～驗屍官・比嘉美香～》，交代了比嘉成為驗屍官前的故事。

2017年10月29日，21:00 - 22:54播出特別篇《BORDER 贖罪》，劇情承接電視劇大結局。
本作主題在於邊界，即標題的《BORDER》，生與死，警察與罪犯，正義與邪惡的邊界。

### 劇情簡要
搜查一課刑警石川安吾，犧牲一切私生活，埋首調查工作。唯有在命案現場，才能找到自己生存的意義。沒想到有一天，石川遭犯人近距離開槍，雖然幸運生還，但子彈卡在腦部，從此成了不定時炸彈。石川重返刑警行列後，前往調查殺人案，卻發現自己不但看得見死者，還能與他們對話。於是石川在死者靈魂的引導下，逐步解開案件的真相。

### 登場角色
死者名稱後均加上◆，以作標示

#### 警視廳刑警部搜查第一課
石川安吾（小栗旬飾）
31歲，警視聽刑事部搜查第一課第二強行犯兼殺人犯搜查第4係第一班成員，巡查部長。
追查澤田哲郎一家滅門血案，在現場附近巡視時，偶然闖入鴨川重春和酒井航平的會面地點，而遭鴨川重春以華瑟 PPK手槍射擊頭部，子彈由前方射入右太陽穴後方及右耳上方的頭骨，迂迴半圈停在腦底動脈前，但奇蹟生還，從此有顆不定時炸彈。由於取出的手術過於困難，所以決定暫時不動手術。事件後，石川安吾可在見到死者魂魄並與之交談，每次出現都會伴隨著頭痛。
自稱是已經死過一次的人，因為生與死的界線模糊了，所以能與死者交談。比嘉的解釋則是因為子彈刺激到腦內平時未啟動的部分。
與死人的交談得知他們的故事後潛移默化受到影響 ，希望救贖受害者靈魂的想法越來越強烈。
多次為了破案而求助於赤井，鈴木和S&G等人，開始使用違法手段，包括非法蒐證和插贓。在多次違法搜查中，變得越發偏激。在第7集中，因為犯人逃亡海外而無法逮捕他，轉而希望訴諸私刑，但被拒絕，對於無法懲治犯人感到相當不甘。幸得死者安慰而清醒過來。第8集逮捕鴨川時，差點開槍把他擊斃。
在最後一集，履行的正義被安藤評為「似是而非的正義」。為了讓安藤承認自己是兇手，在天台與他對質，甚至把他放在天臺邊緣以死相脅，但對方也無動於衷。最終把他推下天臺，越過邊界，成為另一邊世界，即惡世界或黑暗世界的人。
在《贖罪》中，本來打算在解決須藤被殺事件後自首，但得到赤木等人的幫助從而脫罪，決定要以黑暗世界的人的身分貫徹正義，救贖更多的靈魂，以償還自己殺人的罪孽。
立花雄馬（青木崇高飾）
31歲，警視聽刑事部搜查一課第二強行犯兼殺人犯搜查第4係第一班成員，巡査部長，石川安吾的同事。
願意相信石川，例如無根據地提出犯人特徵或嘗試證明鴨川管理官的罪行時。因為以前的經歷，對於石川殺害犯人的心情表示理解。
在《贖罪》中，第一個趕到現場的人。與比嘉需要時許下共同把石川拉回這邊世界的承諾。
市倉卓司（遠藤憲一飾）
41歲，警視聽刑事部搜查一課第二強行犯兼殺人犯搜查第4係第一班班長，警部，石川安吾和立花雄馬的上司。
十年前搗破『龍昇會旗下秘密販毒組織』一案，與鴨川重春、荒木秀夫、植田和彥、酒井航平在同一刑事偵查組，市倉卓司被鴨川重春支開到一樓處理墜樓死亡的龍昇會幹部，沒有參與平分贓款但知情，自知無確鑿證據所以無任何舉措。
最先察覺石川使用違法手段，一度提醒他只會泥足深陷。之後一直對他的違法搜查睜一只眼閉一只眼，但必要時也會作出提醒。
鴨川重春（北見敏之飾）
驗屍官出身的管理官。警視
參與了十年前搗破『龍昇會旗下秘密販毒組織』一案，與同一刑事偵查組的荒木秀夫、植田和彥、酒井航平，私吞平分了在疑似汽圖逃跑墜樓死亡的龍昇會幹部房間找到的二億日圓贓款；並殺了大談警察榮譽似有意抖出一切的植田和彥、和欠一屁股債跑去威脅勒索自己的荒木秀夫、及接觸過石川安吾之後差點抖出一切的酒井航平。
被捕前告誡石川，世界上並沒有不偏離正義之道的警察。

#### 警視廳驗屍官
比嘉美香（波瑠飾）
25歲，石川安吾受槍傷休假時，到職的特別驗屍官，階級為警部補，會到現場進行初步鑑證，偶爾會提供罪犯側寫，喜歡在驗屍時聆聽古典樂。
隨劇情進展和石川及立花二人組關係越見緊密，對於石川的腦部中彈受傷一事十分在意，在懷疑石川是否因傷而能看到異象的同時，也提醒他不要被疼痛所控制。
在電視劇第一集半年前的時間點，即《衝動》中，是永正大學醫學部法醫學教室的助手，當時已經展現出強大的觀察力。雖然累積了大量驗屍經驗，但因為上司淺川的阻礙而不能自立門戶。適逢淺川被殺，憑一人之力解決連續女初中生殺人案，成為了說服警視廳高層．成為特別驗屍官。
在《贖罪》中，趕到現場時第一件希望的事是與石川對話。與立花許下需要時共同把石川拉回這邊世界的承諾。
宮里（春輝飾）
比嘉美香的醫學生助手，三人中的前輩。
橋爪（渡邊早織飾）
比嘉美香的醫學生助手。
金原（奥間唯飾）
比嘉美香的醫學生助手，最資淺的菜鳥，擔任記錄人員等支援任務。

#### 石川的協助者
赤井（古田新太飾）
44歲，向市倉卓司販售情報的情報販子，審慎評估後也秘密私下向石川安吾販售情報。
鈴木（瀧藤賢一飾）
36歲，由赤井介紹給石川的地下便利商店，專精於竊聽和文書偽造等技術。
葛芬柯（Garfunkel）（野間口徹飾）
和賽門組成搭檔的駭客，設立S&G行政代書事務所以隱藏駭客行動
賽門（Simon）（濱野謙太飾）
和葛芬柯組成搭檔的駭客，兩人的交情很好，由赤井介紹給石川後，承認石川的人品並接受其委託。
開高（山口祥行飾）
酒保，赤井的夥伴。

#### 其他

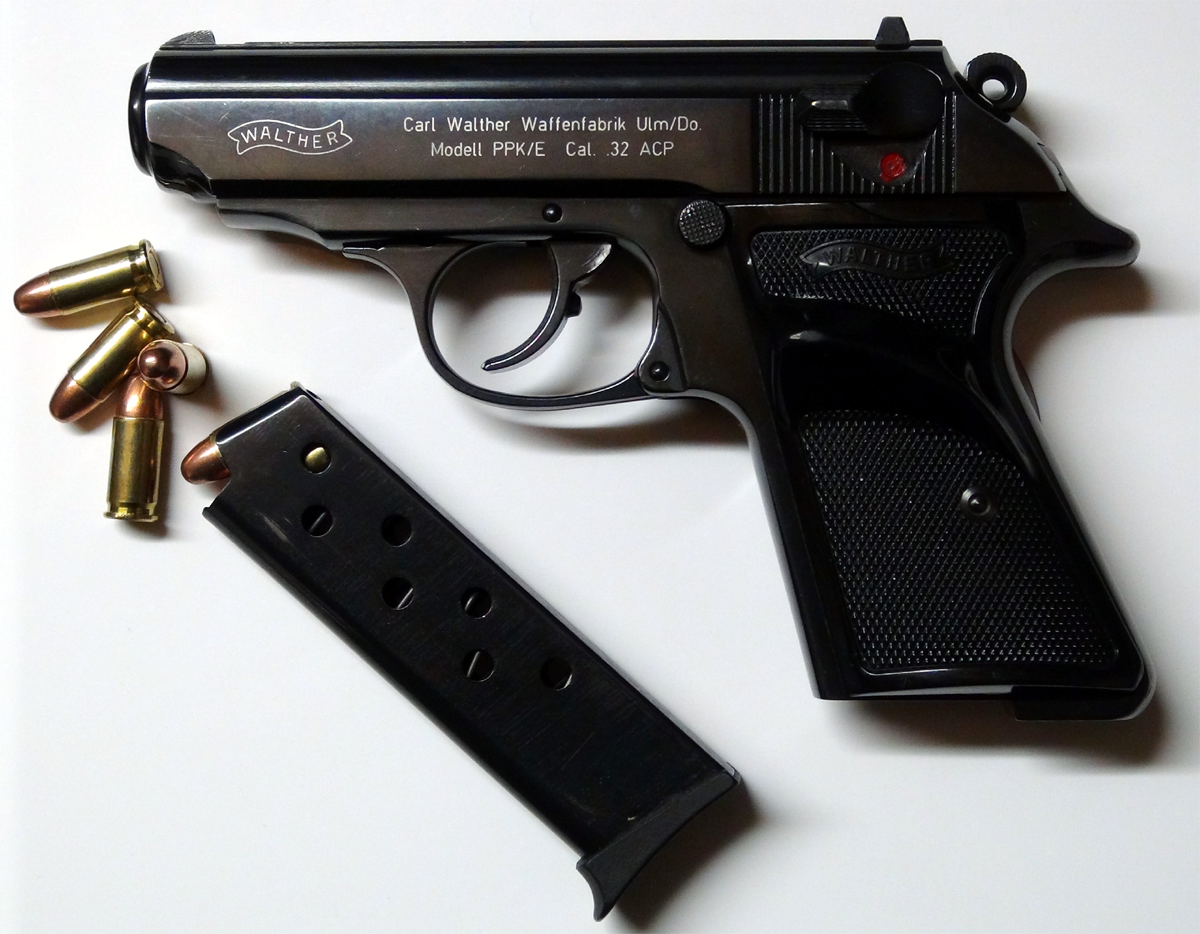
華瑟（Walther）PPK/E ，7+1發，槍管長：83mm，
.32 ACP（7.65 x 17mm，全長：25mm）

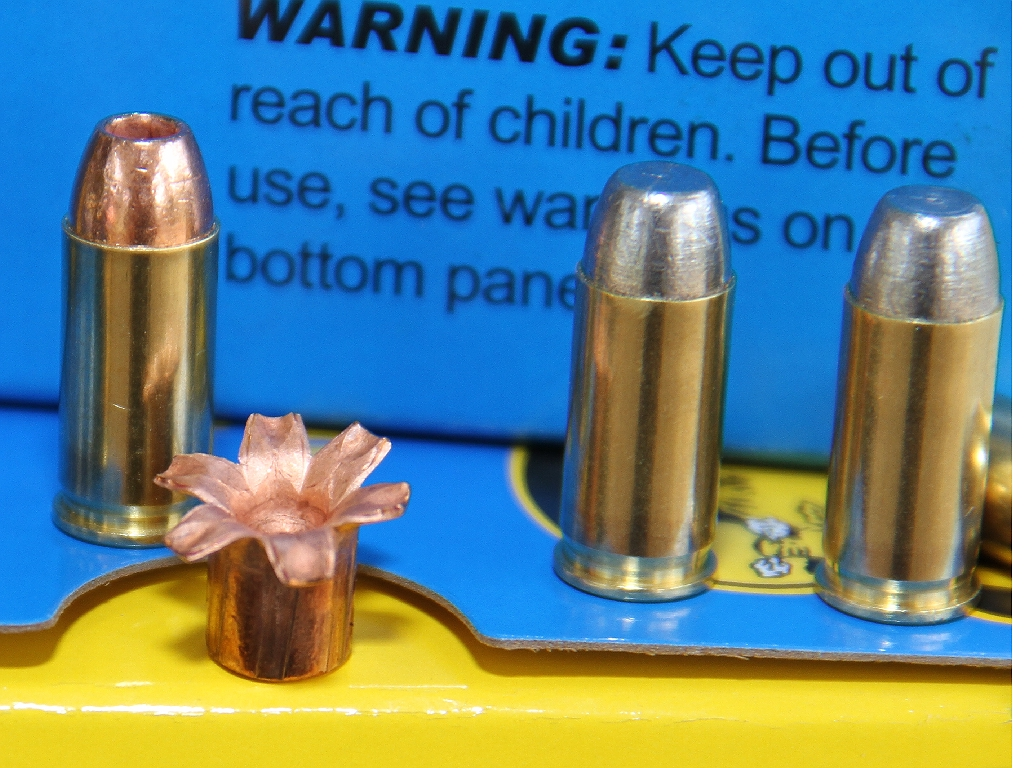
.32 ACP子彈

国田（升毅飾）
石川的腦外科主治醫生。
神坂（中村達也飾）
地下界的清除者，以情報操作手段消除委託人週圍的證據，必要時殺人毫不猶豫，聰明且擅長武術。
稱石川是第一個令他親自出手的人，刻意被逮捕，幫圭介爭取時間。
安藤周夫

#### 各集出場配角
| 角色                     | 身份                                 | 演員                      |
| ------------------------ | ------------------------------------ | ------------------------- |
| 第1集 「發現」           |                                      |                           |
| 倉橋由子                 | 貴志之母，保險業務員。               | 清水美沙                  |
| 倉橋貴志                 | 倉橋由子之子，事件真兇               | 小柳友                    |
| 澤田哲郎◆                | 滅門事件被害人                       | 夙川與務（暫譯）          |
| 澤田美雪◆                | 澤田哲郎之妻，滅門事件被害人         | 伊藤久美子                |
| 澤田亮◆                  | 澤田哲郎與美雪之子，滅門事件被害人   | 中野遙斗                  |
| 第2集 「救出」           |                                      |                           |
| 村上一夫◆                | 地產公司職員                         | 丸山智己                  |
| 岩田美智子               | 村上一夫的舊情人                     | 山崎真實                  |
| 鹿島裕美                 | 連續殺人事件第七個被害人             | 小林萬里子                |
| 岩田勇樹                 | 村上一夫與美智子之子                 | 田代輝                    |
| 第3集 「連鎖」           |                                      |                           |
| 藤崎                     | 夢之丘市的守望相助會長               | 平田滿                    |
| 西本勇治◆                | 夢之丘市母子被殺事件加害者           | 金井勇太                  |
| 島村靖雄                 | 夢之丘市母子被殺事件遺族             | 駿河太郎                  |
| 鎌田                     | 夢之丘市的守望相助會青少年指導員     | 櫻井聖                    |
| 小谷                     | 夢之丘市的守望相助會民生委員         | 高橋光宏                  |
| 清水                     | 夢之丘市的守望相助會兒童委員         | 津村知與支                |
| 青沼                     | 夢之丘市地區消防隊長                 | 光山文章                  |
| 磯貝久美                 | 夢之丘市的守望相助會員               | 阿南敦子                  |
| 第4集 「爆破」           |                                      |                           |
| 八巻功一                 | 警察考試落榜者                       | 澀谷謙人                  |
| 廣山重夫◆                | 無業遊民                             | 柳憂怜                    |
| 薮田◆                    | 無業遊民                             | 堀勉                      |
| 市村◆                    | 無業遊民                             | 三島裕                    |
| 木山                     | 八卷的前打工伙伴                     | 山本圭祐                  |
| 大山                     | 屍體發現者                           | 團遙香                    |
| 蘆原                     | 大山的男友                           | 諒太郎                    |
| 第5集 「追憶」           |                                      |                           |
| 岡部彩                   | 岡部義剛之妻                         | 赤間麻里子                |
| 岡部義剛◆                | 無名屍體                             | 宮藤官九郎                |
| 岡部美夏                 | 岡部義剛之女                         | 篠川桃音（2歲：林那那花） |
| 綿貫                     | 轄區刑警                             | 小久保寿人                |
| 野本公子                 | 野本苑子之母                         | 岩橋道子                  |
| 野本苑子                 | 無名屍體發現者                       | 松本花奈                  |
| 坂下                     | 強盜事件嫌疑者                       | 仁村俊祐                  |
| 則松                     | 高中棒球部員                         | 黑木辰哉                  |
| 袖崎                     | 高中棒球部員                         | 平安伸伍                  |
| 第6集 「苦惱」           |                                      |                           |
| 津川利雄◆                | 急診室醫師                           | 弓削智久                  |
| 久保田                   | 久保田 舞子之兄                      | 大和田健介                |
| 河島                     | 河島精神診所院長                     | 阪田雅信                  |
| 芳賀佳子◆                | 自殺未遂者                           | 入來茉里                  |
| 久保田舞子               | 自殺未遂者                           | 矢野滿咲起                |
| 大木彩香                 |                                      | 恒吉梨繪                  |
| 第7集 「敗北」           |                                      |                           |
| 横森勉◆                  | 車禍被害人                           | 川籠石駿平                |
| 横森壽美子               | 横森勉之母                           | 梅澤昌代                  |
| 宇田川圭介               | 外交部長之子                         | 矢野聖人                  |
| 瀧川真奈                 | 宇田川圭介的女友                     | 中山由香                  |
| 久島                     | 車禍目擊者                           | 山田明鄉                  |
| 丸田                     | 法式餐廳「艷陽天」店長               | 池田政典                  |
| 第8集 「決斷」           |                                      |                           |
| 荒木秀夫◆                | 警視聽組織犯罪對策部第五課前警部補   | 飯田基祐                  |
| 酒井航平◆                | 前第五課，板橋西分局刑事課刑警       | 和田聰宏                  |
| 植田和彦                 | 前第五課，池袋東分局刑事課前巡査部長 | 小村裕次郎                |
| 第九集（大結局）「越境」 |                                      |                           |
| 安藤周夫                 | 明星玩具公司職員                     | 大森南朋                  |
| 天川真理子               | 天川弘志之母                         | 宮澤美保                  |
| 天川芳雄                 | 天川弘志之父                         | 宮本大誠                  |
| 天川弘志◆                | 綁架殺害事件被害人                   | 二宮慶多                  |

#### 衝動
| 角色      | 演員         | 備註                                                                                    |
| --------- | ------------ | --------------------------------------------------------------------------------------- |
| 中澤史明  | 工藤阿須加   | 警視廳西原警察署捜査一課 刑警                                                           |
| 小椋明音  | 清原果耶     | 西原國中 3年2班 學生                                                                    |
| 石田 光   | 大地伸永     | 西原國中 3年2班 學生                                                                    |
| 小椋 史子 | 鈴木麻衣花   | 明音的母親，後篇出場                                                                    |
| 三島義明  | 山口翔悟     | 無業・前補習班講師                                                                      |
| 福地景子  | 仁村紗和     | 永正大學醫學部 法醫學教室 助手・比嘉美香的同事                                          |
| 有本      | 湯江タケユキ | 警視廳西原警察署捜査一課 刑警                                                           |
| 土橋      | 國本鐘建     | 刑警，前篇出場                                                                          |
| 町山      | 岡部たかし   | 東都電視台報道中心的工作人員                                                            |
| 谷        | 山本修夢     | 警視庁西原警察署捜査一課 刑警                                                           |
| 山岸      | 夛留見啓助   | 警視庁西原警察署捜査一課 刑警                                                           |
| 小島      | 植木紀世彦   | 稲山市西原町内會的成員，前篇出場                                                        |
| 金内      | 植村恵       | 稲山市西原町内會的成員，前篇出場                                                        |
| 中村      | 西海健二郎   | 稲山市西原町内會的成員，前篇出場                                                        |
| 戸山史代  | 中村倫子     | 記者                                                                                    |
| 高山      | 小出奈央     | 西原國中 3年2組 教師                                                                    |
| 静岡      | 松下アンナ   | 東都電視台報道中心的工作人員                                                            |
| 火野 歩   | 中崎花音     | 西原國中 3年1班 學生・第一被害者                                                        |
| 坪井美咲  | 木下愛華     | 西原國中 3年2班 學生・第二被害者                                                        |
| 坪井公子  | 広川キク     | 美咲的母親，前篇出場                                                                    |
| 安藤      | 渡辺優奈     | 西原國中 3年2班 學生                                                                    |
| 寺島      | 河合瑠果     | 西原國中 3年2班 學生                                                                    |
| 戸田      | 熊倉結菜     | 西原國中 3年2班 學生                                                                    |
| 水野      | 信濃健志     | 西原國中 3年2班 學生                                                                    |
| 池上      | 富永凌平     | 西原國中 3年2班 學生                                                                    |
| 友田      | 池田朱那     | 西原國中 3年1班 學生・歩的朋友，前篇出場                                                |
| 仲野      | 宮川浩明     | 西原國中 教師                                                                           |
| 西村      | 藤原智之     | 西原國中 教師                                                                           |
| 細田隆弘  | 竹内義貴     | 電視節目「Morning Time」主持，前篇出場                                                  |
| 辻        | 鈴木優       | 東都電視台報道中心的攝影師                                                              |
| 矢島      | 西田晴彦     | 東都電視台報道中心的工作人員                                                            |
| 横川      | 奥村幸輔     | 深夜2時9分在「大井西一丁目一家4人 強盗殺人事件」的現場 制止試圖進入現場的比嘉美香的警官 |
| 浅川 透   | 石丸幹二     | 永正大学醫學部 法醫學教室 教授・比嘉美香的上司 電視節目的評論員                         |

#### 贖罪
| 角色       | 演員       | 備註                                                          |
| ---------- | ---------- | ------------------------------------------------------------- |
| 須藤真実◆  | 中村ゆりか | 殺人事件被害者 原口的戀人 前百貨商店銷售員                    |
| 原口知幸   | 満島真之介 | 事件的重要參考人 公寓「アートルム目黒」1801号室的住客         |
| 天川真理子 | 宮澤美保   | 弘志的母親                                                    |
| 天川芳雄   | 宮本大誠   | 弘志的父親                                                    |
| 天川弘志   | 二宮慶多   | 綁架殺害事件被害人・8歳                                       |
| 土橋       | 國本鐘建   | 把石川安吾帶到地區警署的刑警                                  |
| 植田       | 永里健太朗 | 把石川安吾帶到地區警署的刑警                                  |
| 吉野正孝   | 中村元気   | 公寓「フォンセ洗足」1101号室的住客 與朋友交換兒童色情文件的人 |
| 光岡百合   | 沢井美優   | 原口知幸的情人                                                |
| 斑島       | 堀池直毅   | 接到通報而到達「埼玉県熊谷市西野原1261」的警察                |
| 樺屋       | 篤海       | 接到通報而到達「埼玉県熊谷市西野原1261」的警察                |
| 片山       | 太田美恵   | 公寓「アートルム目黒」的住客 愛犬John的主人                   |
| 花井       | 柳澤有毅   | 特命隊伍的刑警                                                |
| 内田       | 中脇樹人   | 公寓「アートルム目黒」管理中心的工作人員                      |
| 井賀       | 杉浦大介   | 在地區警署幫吉野帶路的刑警                                    |
| 男         | 松村遼     |                                                               |
| 山崎順治   | 髙橋洋     | 久高的部下                                                    |
| 村田正生   | 永岡佑     | 久高的部下                                                    |
| 久高 喬    | 國村隼     | 警視廳監察管理官                                              |

### 幕後製作
| 原案、脚本 - 金城一紀                   | 音樂 - 川井憲次                   | 導演 - 橋本一、波多野貴文                           | 助理導演 - 松川嵩史                                             |
| 攝影導演 - 會田正裕                     | 總體藝術設計 - 藤田恒三           | 特殊化妝 - 梅澤壯一                                 | 主題曲 - MAN WITH A MISSION「evils fall」（Sony Music Records） |
| 動作指導 - 宮木芳雄、大西雅樹           | 特效 - BIG SHOT                   | 操演 - 大宮敏明                                     | 警察顧問 - 倉科孝靖                                             |
| 法醫顧問 - 高木徹也                     | 法医現場指導 - 奈良明奈           | 鑑識指導 - 山崎昭                                   | 醫療顧問 - 中澤曉雄、山本昌督                                   |
| 看護指導 - 石田喜代美                   | 法律監修 - 平岡敦                 | 技術協力 - UPSIDE、Sound Rize                       | 照明協力 - K Company                                            |
| 電腦繪圖、美術協力 - 朝日電視台製作中心 | 總製作人 - 松本基弘（朝日電視臺） | 製作人 - 山田兼司（朝日電視臺）、太田雅晴（5年D班） | 協助製作人 - 池田宏之（角川）                                   |
| 台詞製作 - 田上麗莎（5年D班）           | 助理製作 - 新井富美子、海老原誠二 | 企画協力 - 角川                                     | 制作協力 - 5年D班                                               |
| 制作著作 - 朝日電視臺                   |                                   |                                                     |                                                                 |

### 得獎項目
- 銀河賞2014年6月度月間賞受賞
- 第81回日劇學院賞[1]
  - 最佳作品
  - 最佳男主角（小栗旬）
  - 劇本賞（金城一紀）

### 集數列表

#### 連續劇
| 各話                                                   | 播出日期 | 標題 | 副標題                                        | 導演       | 收視率 | 備考                             |
| ------------------------------------------------------ | -------- | ---- | --------------------------------------------- | ---------- | ------ | -------------------------------- |
| 第1話                                                  | 4月10日  | 發現 | 発現〜一家惨殺事件重なった赤い足跡            | 橋本一     | 9.7%   | 延長15分鐘 （21:00 - 22:09）     |
| 第2話                                                  | 4月17日  | 救出 | 救出〜連続殺人…7人目の被害者は生きている!?    | 橋本一     | 9.7%   |                                  |
| 第3話                                                  | 4月24日  | 連鎖 | 連鎖〜整形した死体と血痕のないスーツの謎      | 波多野貴文 | 10.1%  |                                  |
| 第4話                                                  | 5月01日  | 爆破 | 爆破〜取扱注意と貼った死体 なぜ競技場が標的に | 波多野貴文 | 12.0%  |                                  |
| 第5話                                                  | 5月08日  | 追憶 | 追憶〜身元不明死体の結婚指輪と記憶を失った男  | 橋本一     | 13.1%  |                                  |
| 第6話                                                  | 5月15日  | 苦惱 | 苦悩〜自殺現場の枯れ枝に隠された犯行予告      | 波多野貴文 | 11.6%  |                                  |
| 第7話                                                  | 5月22日  | 敗北 | 敗北〜消えたひき逃げ車と消された証言者たち    | 橋本一     | 16.7%  | 延後45分鐘播出 （22:00 - 22:54） |
| 第8話                                                  | 5月29日  | 決斷 | 決断〜石川は誰に撃たれた? 真犯人と全ての真相  | 波多野貴文 | 12.8%  |                                  |
| 最終話                                                 | 6月05日  | 越境 | 越境〜石川安吾最後の決断                      | 橋本一     | 14.4%  |                                  |
| 平均收視率 12.2%（收視率由Video Search於關東地區調查） |          |      |                                               |            |        |                                  |

- 因播出『AFC女子アジアカップ2014 準決勝 なでしこジャパン×中国』實況轉播，原時段於21:15撥出的第7話因轉播時間延長而延後播出（22:00 - 22:54）。

#### 外傳
| 播出日期       | 副標題 | 導演     | 收視率 |
| -------------- | ------ | -------- | ------ |
| 2017年10月6日  | 前篇   | 常廣丈太 | 3.6%   |
| 2017年10月13日 | 後篇   | 常廣丈太 | 4.9%   |

#### 特別編
| 放送日         | 副標題 | 導演     | 收視率 |
| -------------- | ------ | -------- | ------ |
| 2017年10月29日 | 贖罪   | 常廣丈太 | 7.9%   |

### DVD・Blu-ray
- BORDER Blu-ray BOX、2014年9月26日發售
- BORDER DVD BOX、2014年9月26日發售
- BORDER 贖罪/衝動 Blu-ray、2018年2月23日發售
- BORDER 贖罪/衝動 DVD、2018年2月23日發售

### 節目的變遷
| 日本 朝日電視台 週四晚間九點連續劇     | 日本 朝日電視台 週四晚間九點連續劇                      | 日本 朝日電視台 週四晚間九點連續劇 |
| -------------------------------------- | ------------------------------------------------------- | ---------------------------------- |
|                                        | BORDER （2014.04.10 - 2014.06.05）                      |                                    |
| 緊急審訊室 （2014.01.09 - 2014.03.13） | 零的真相〜監察醫·松本真央〜 （2014.07.17 - 2014.09.04） |                                    |

| 臺灣 緯來日本台 週一至週五 22:00至23:00 | 臺灣 緯來日本台 週一至週五 22:00至23:00 | 臺灣 緯來日本台 週一至週五 22:00至23:00 |
| --------------------------------------- | --------------------------------------- | --------------------------------------- |
|                                         | （2014年10月30日-2014年11月11日）       |                                         |
| （2014年10月23日-2014年10月29日）       | （2014年11月12日-2014年11月21日）       |                                         |
| -                                       | （2015年8月17日-2015年8月27日）         | （2015年8月28日-2015年9月3日）          |

| 香港 Now101台 星期六 23:30 - 00:30 · 4月18日 23:45 - 00:45 | 香港 Now101台 星期六 23:30 - 00:30 · 4月18日 23:45 - 00:45 | 香港 Now101台 星期六 23:30 - 00:30 · 4月18日 23:45 - 00:45 |
| ---------------------------------------------------------- | ---------------------------------------------------------- | ---------------------------------------------------------- |
|                                                            | （2015.02.28 - 2015.04.25）                                |                                                            |
| （2014.12.13 - 2015.02.21）                                | （2015.05.02 - 2015.07.11）                                |                                                            |
| 香港 ViuTV 星期六 11:00 - 12:00 · 9月10日 10:45 - 12:00    |                                                            |                                                            |
| 信長協奏曲 （2016.06.25 - 2016.09.03）                     | （2016.09.10 - 2016.11.05）                                | 惡作劇之吻2 （2016.11.12 - 2017.02.25）                    |